# BSD磁碟標籤
BSD磁碟標籤（BSD disklabel）是一種分區表，用於BSD系列作業系統中。BSD disklabel在4.3BSD版本被釋出。